# 神山城 (伊勢国)
神山城（こうやまじょう）は、伊勢国飯野郡（現三重県松阪市中万町）にあった日本の城。櫛田川と祓川の分岐点北西に位置する神山（こうやま）山頂にあった。

## 沿革
南北朝時代の1337年（延元2年/建武4年）、北畠親房の配下潮田幹景により南朝の拠点のひとつとして築城された。1339年（延元4年/暦応2年）8月、後醍醐天皇の死に乗じて、高師秋が城を囲み攻撃を加えたが、潮田幹景、加藤定有、藤原兼隆らが防戦して、翌月になると城下へ進撃し、愛洲氏の愛洲宗實や鹿海興時らと協力して、立利縄手（現在の松阪市朝見町）において敵を撃退した。
1342年（興国3年/暦応5年）1月に再び高師秋、佐々木高氏が攻め込んだが、加藤定有、藤原兼隆らが防戦して退けた。1343年（興国4年/康永2年）、北朝の仁木義長らが加わった攻撃により落城し、仁木義長が入城した。
なお、城の手前には一乗寺が置かれ、現在も室町時代に北畠家が発した制札が3点残されており松阪市指定文化財となっている。現在の城跡は遺構を残すのみとなっている。

## 周辺
- 飯野高宮神山神社
- JR紀勢本線・参宮線多気駅
- 三重県道701号御麻生薗豊原線